# راهنمای پیشاهنگ‌ها به دوره آخرالزمان زامبی‌وار
راهنمای پیشاهنگ‌ها به دوره آخرالزمان زامبی‌وار (انگلیسی: Scouts Guide to the Zombie Apocalypse) فیلمی آمریکایی در سبک کمدی ترسناک است که در سال ۲۰۱۵ منتشر شد. از بازیگران آن می‌توان از تای شرایدن نام برد.

## خلاصه داستان
سه نوجوان می‌بایست شهرشان را که توسط زامبیهای آدمخوار اشغال شده و هر لحظه احتمال نابودی آن می‌رود نجات دهند اما ..…